# Titularbistum Constantina
Constantina (ital.: Costantina) ist ein Titularbistum der  römisch-katholischen Kirche.
Der antike Bischofssitz lag in der Provinz Osrhoene und war ein Suffraganbistum des Metropoliten von Edessa (heute Şanlıurfa).
| Titularbischöfe von Constantina |                                                        |                                                                                          |                    |                   |
| Nr.                             | Name                                                   | Amt                                                                                      | von                | bis               |
| 1                               | Francesco Sperelli                                     | Koadjutorbischof von San Severino (Italien)                                              | 13. September 1621 | 22. Juli 1631     |
| 2                               | Daniel Vitus Nastoupil                                 | Weihbischof in Prag (Böhmen)                                                             | 15. Dezember 1664  | 21. November 1665 |
| 3                               | Edward Barron                                          | Apostolischer Vikar des Apostolischen Vikariats der zwei Guineas und Senegambias (Gabun) | 1. November 1842   | 2. März 1844      |
| 4                               | William Henry O’Connell Titularerzbischof pro hac vice | Koadjutorerzbischof von Boston (USA)                                                     | 6. Februar 1906    | 30. August 1907   |
| 5                               | Joseph Rabbani Titularerzbischof pro hac vice          | emeritierter Erzbischof von Homs-Hama-Nabk (Syrien)                                      | 14. Dezember 1947  | 24. Februar 1951  |
| 6                               | Josef Hiltl                                            | Weihbischof in Regensburg (Deutschland)                                                  | 28. April 1951     | 20. April 1979    |